# Filip Benković
Filip Benković (Zagreb, 13 juli 1997) is een Kroatisch voetballer die doorgaans als verdediger speelt. Hij tekende in augustus 2018 een contract tot medio 2023 bij Leicester City, dat circa €15.000.000,- voor hem betaalde aan Dinamo Zagreb. Benković debuteerde in 2019 in het Kroatisch voetbalelftal.

## Clubcarrière
Benković speelde in de jeugdopleiding van Dinamo Zagreb. Hij maakte op 19 juli 2015 zijn debuut in de 1. HNL tegen NK Osijek. Benković begon in de basis en speelde de volledige wedstrijd. Hij maakte drie dagen later zijn debuut in de UEFA Champions League, tegen Fola Esch. In het hoofdtoernooi speelde hij mee in wedstrijden tegen Bayern München en Arsenal. Benković speelde drie jaar in het eerste van Dinamo Zagreb, waarin hij twee keer landskampioen werd en twee keer de nationale beker won met de club.
Benković tekende in augustus 2018 een contract tot medio 2023 bij Leicester City. Dat betaalde circa €15.000.000,- voor hem aan Dinamo Zagreb. Hij speelde één wedstrijd voor Leicester in het toernooi om de EFL Cup voor de Engelse club hem nog diezelfde maand voor een seizoen verhuurde aan Celtic. Daarna volgde verhuurperiodes aan Bristol City en Cardiff.

## Clubstatistieken
| Seizoen     | Club                 | Competitie           | Competitie | Competitie | Beker | Beker | Internationaal | Internationaal | Totaal | Totaal |
| Seizoen     | Club                 | Competitie           | Wed.       | Dlp.       | Wed.  | Dlp.  | Wed.           | Dlp.           | Wed.   | Dlp.   |
| ----------- | -------------------- | -------------------- | ---------- | ---------- | ----- | ----- | -------------- | -------------- | ------ | ------ |
| 2015/16     | Dinamo Zagreb        | 1. HNL               | 13         | 0          | 2     | 0     | 3              | 0              | 18     | 0      |
| 2016/17     | Dinamo Zagreb        | 1. HNL               | 18         | 2          | 0     | 0     | 10             | 0              | 28     | 2      |
| 2017/18     | Dinamo Zagreb        | 1. HNL               | 25         | 4          | 3     | 0     | 2              | 0              | 30     | 4      |
| 2018/19     | Leicester City       | Premier League       | 0          | 0          | 1     | 0     | –              | –              | 0      | 0      |
| 2018/19     | → Celtic             | Scottish Premiership | 20         | 2          | 3     | 0     | 4              | 0              | 27     | 2      |
| 2019/20     | Leicester City       | Premier League       | 0          | 0          | 1     | 0     | –              | –              | 1      | 0      |
| 2019/20     | → Bristol City       | Championship         | 5          | 1          | 0     | 0     | –              | –              | 5      | 1      |
| 2020/21     | → Cardiff City       | Championship         | 1          | 0          | 0     | 0     | –              | –              | 1      | 0      |
| 2020/21     | →Oud-Heverlee Leuven | Jupiler Pro League   | 0          | 0          | 0     | 0     | -              | -              | 0      | 0      |
| Club totaal | Club totaal          | Club totaal          | 82         | 9          | 10    | 0     | 19             | 0              | 110    | 9      |

Bijgewerkt t/m 10 januari 2021

## Interlandcarrière
Benković kwam uit voor verschillende Kroatische nationale jeugdelftallen. Hij maakte deel uit van Kroatië −21 op het EK –21 van 2019. Benković debuteerde op 11 juni 2019 in het Kroatisch voetbalelftal. Bondscoach Zlatko Dalić gaf hem toen een basisplaats als centrale verdediger in een met 1–2 verloren oefeninterland thuis tegen Tunesië.

## Erelijst
| Competitie                    | Aantal        | Jaren            |               |               |
| Dinamo Zagreb                 | Dinamo Zagreb | Dinamo Zagreb    | Dinamo Zagreb | Dinamo Zagreb |
| ----------------------------- | ------------- | ---------------- | ------------- | ------------- |
| 1. HNL                        | 2x            | 2015/16, 2017/18 |               |               |
| Kroatische voetbalbeker       | 1x            | 2015/16, 2017/18 |               |               |
| Celtic                        |               |                  |               |               |
| Kampioen Scottish Premiership | 1x            | 2018/19          |               |               |
| Scottish Cup                  | 1x            | 2018/19          |               |               |
| Scottish League Cup           | 1x            | 2018/19          |               |               |